# Sukhoi Su-15
Il Sukhoi Su-15, designato "Flagon" dalla NATO, è un caccia intercettore ognitempo sovietico progettato dall'OKB Sukhoi.

## Sviluppo

### La breve vita del T-37
I primi studi su un nuovo caccia intercettore, che, secondo le specifiche dell'Aeronautica sovietica, doveva essere capace di una tangenza pratica di 27 000 m e di una velocità massima di 3 000 km/h, iniziarono nei primi mesi del 1958. I nuovi motori disponibili erano il Ljul'ka AL-21F ed il Tumanskij R-15-300.
Gli intercettori sovietici erano parte di un complesso sistema di intercettazione radar, il cui centro nevralgico era posto a terra. La guida caccia localizzava ed inseguiva il bersaglio, conducendo costantemente l'aereo intercettore, il quale perciò non era altro che un mezzo per portare i missili aria-aria il più vicino possibile al bersaglio. Per questo motivo gli intercettori sovietici erano dotati di un'apparecchiatura elettronica per la guida automatica verso il bersaglio. I più sofisticati sistemi erano dotati persino di un sistema automatizzato, manovrato da terra e capace di acquisire il bersaglio da ogni angolazione. Al pilota non restava molto lavoro se non quello di controllare il sistema automatico.
Il nuovo sistema, creato appositamente per il futuro intercettore, era chiamato T-3A-9, sviluppo del T-3 e fu messo in produzione con un decreto del 4 giugno del 1958 del Consiglio dei ministri sovietico. Con questo decreto all'OKB Sukhoi fu ordinata la progettazione di un caccia intercettore, che l'OKB designò come T-37, ed un missile aria-aria con il relativo sistema.
Il prototipo del missile, sviluppato dall'MKB Raduga e chiamato K-9, aveva una guida radar semiattiva, pilotato dal radar TsP (ЦП in cirillico). Il sistema T-3A-9 consisteva nel sistema di controllo a terra Luch (Луч, raggio, nel senso di raggio luminoso), l'intercettore T-37, due missili K-9, il radar TsP, il sistema di aggiornamento dati Barometr-2 (Барометр, barometro) e del sistema IFF Kremnij-2M (Кремний, silicone).
Nella primavera del 1959 si cominciò a lavorare attorno al disegno di massima del T-37 e, finalmente, nell'estate dello stesso anno si cominciò la costruzione di un prototipo. Il nuovo intercettore ereditava molto dal Sukhoi Su-11, infatti aveva un'ala a delta ed una presa d'aria a cono posizionata sul muso.
Nel febbraio del 1960 il prototipo era praticamente ultimato. Ma, improvvisamente, per ordine dello GKAT (Государственному Комитету по Авиационной Технике, Gosudarotvennomu Komitetu po Aviacionnj Technike, Comitato di Stato per l'equipaggiamento dell'aviazione), il progetto viene fermato e tutto quello che riguardava il T-37 viene distrutto, compreso il prototipo, fatto a pezzi e rottamato. Probabilmente questo improvviso ripensamento si dovette all'abbandono del fallimentare sistema d'arma K-9. Quello che è certo è che il T-37 fu un vicolo cieco.

### Dal T-47 nasce il T-49
Il problema principale del T-47, il prototipo del Su-11, era che il grosso cono che ospitava il radar, al centro della presa d'aria, peggiorava sensibilmente le prestazioni. Era comprensibile quindi che, fin dal 1958, l'ufficio tecnico di Pavel Suchoj si concentrasse su una nuova soluzione che risolvesse tale problema.
Il risultato fu che la presa d'aria venne spostata ai lati della cupola del radar, con una forma a doppio settore circolare. Sembra che questo arrangiamento fosse molto più efficiente, migliorando la compressione del flusso convogliato al motore e diminuendo le perdite per attrito aerodinamico.
Per velocizzare la costruzione di un prototipo si decise di usare un T-3/9 (o T-39) non ancora completato (il T-39 era un prototipo di Sukhoi Su-9, di cui soltanto uno completato ed inviato allo TsIAM, istituto per i motori dell'aviazione), ribattezzandolo T-49.
La conversione del T-39 in T-49 terminò nell'ottobre del 1959. Gončarov (М. С. Гончаров) fu incaricato di supervisionare le prove a terra, mentre nel gennaio del 1960 il pilota collaudatore Anatolij Kocnov (Анатолий Коцнов) portò in volo il caccia. A giudicare dai rapporti l'apparecchio mostrò eccellenti doti di volo e, come ci si aspettava, migliorava nell'accelerazione il T-39. Sfortunatamente in aprile un incidente di volo danneggiò l'apparecchio che, sebbene riparato ed aggiornato, non tornò più a volare.
Venne anche proposto un progetto per creare un T-37 da intercettazione con la sigla P-37, ma purtroppo le informazioni al riguardo sono andate perdute.

### Il T-59
Oltre al T-49 vennero studiati altri arrangiamenti alternativi della presa d'aria del T-47. Una di queste venne denominata T-59 e doveva essere una piattaforma per i collaudi del radar TsP, ma non fu mai costruito. Inoltre anche per questo prototipo i dati specifici sono andati perduti.

### Finalmente arriva il T-58
Verso la fine del 1960 si cominciò a lavorare anche su un altro progetto, denominato T-58. In quel periodo il Su-9 era entrato in produzione ed era parte integrante del sistema difensivo sovietico, mentre i collaudi del Su-11 procedevano regolarmente e si conclusero nel giugno dell'anno successivo. Malgrado molti altri OKB si trovassero in difficoltà e quelli di Lavočkin e Mjasiščev fossero stati chiusi, nel bureau di Suchoj non c'erano problemi. Ma nel febbraio del 1960 all'OKB fu ordinato di interrompere qualsiasi lavoro, compreso come scritto sopra quello del T-37, e di concentrarsi sul sistema di intercettazione legato alla nuova versione del missile K-8, il K-8M2 (poi entrato in produzione come R-98, AA-3 Advanced Anab per la NATO), in particolar modo fu richiesto di abbassare la quota operativa dell'arma.
Risolvere il problema voleva dire necessariamente impiegare un radar più potente e di conseguenza con un'antenna tanto ingombrante da non poter più entrare nel cono di una presa d'aria. Era necessario quindi riprogettare il muso dell'intercettore e la presa d'aria stessa. Il nuovo radar era una nuova versione del radar Orël (орёл, aquila) del Su-11, l'Orël-2. Il nuovo disegno prevedeva quindi una grossa cupola radar installata sul muso e le prese d'aria spostate ai lati della cabina, con le rampe per le onde d'urto sistemate orizzontalmente.
Il disegno preliminare quindi si avvaleva delle esperienze del bureau nella ricerca aerodinamica sulle prese d'aria maturate durante gli anni cinquanta, mentre la sezione posteriore restava pressoché inalterata rispetto ad un Su-9 di serie. Anche la motorizzazione prevista era di un solo turbogetto Ljul'ka AL-31F-2.
Agli inizi del 1961 si iniziò la costruzione di due prototipi, uno per le prove statiche ed uno per i collaudi in volo. I lavori però furono presto sospesi a causa delle nuove richieste dell'Aeronautica sovietica, che riguardavano in particolare i propulsori.

#### Il T-58 diventa bimotore

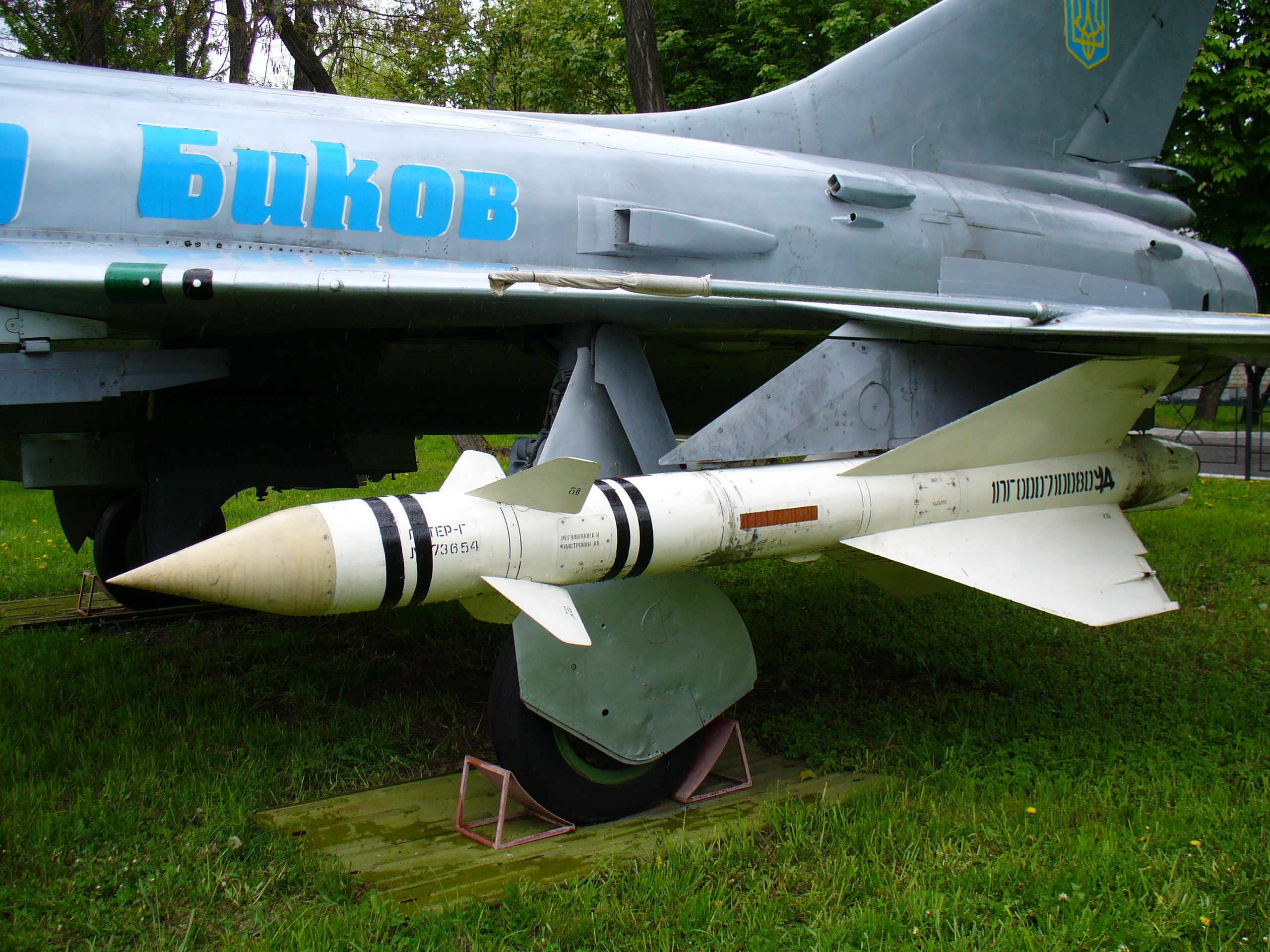
Un vecchio missile Kaliningrad R-8MR (reso inerte), a guida radar semiattiva, agganciato al pilone esterno di un Su-15TM al Museo del volo di Vinnycja, Ucraina.

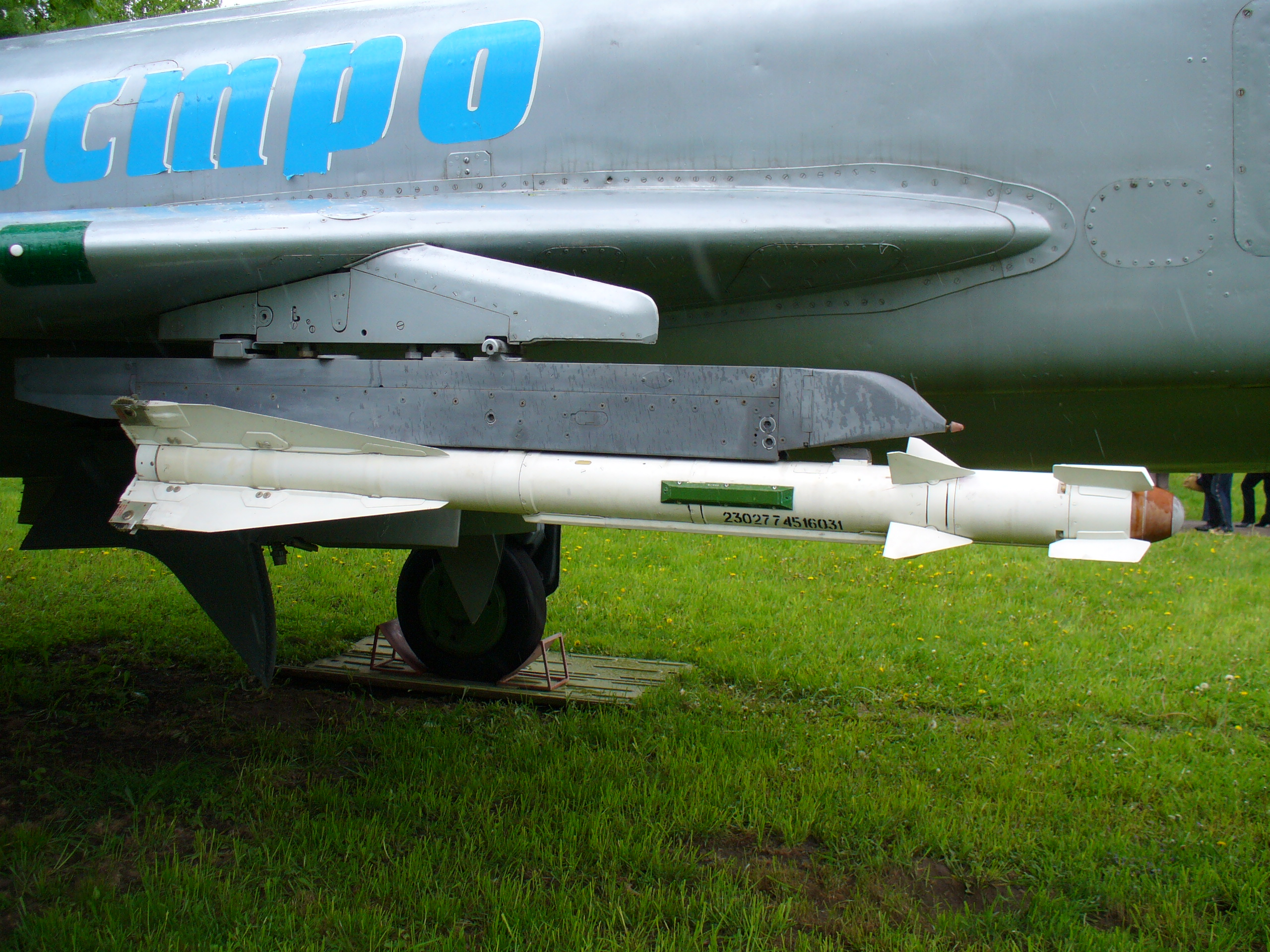
Un missile Molniya R-60, a guida infrarossa, agganciato al pilone subalare dello stesso aereo.

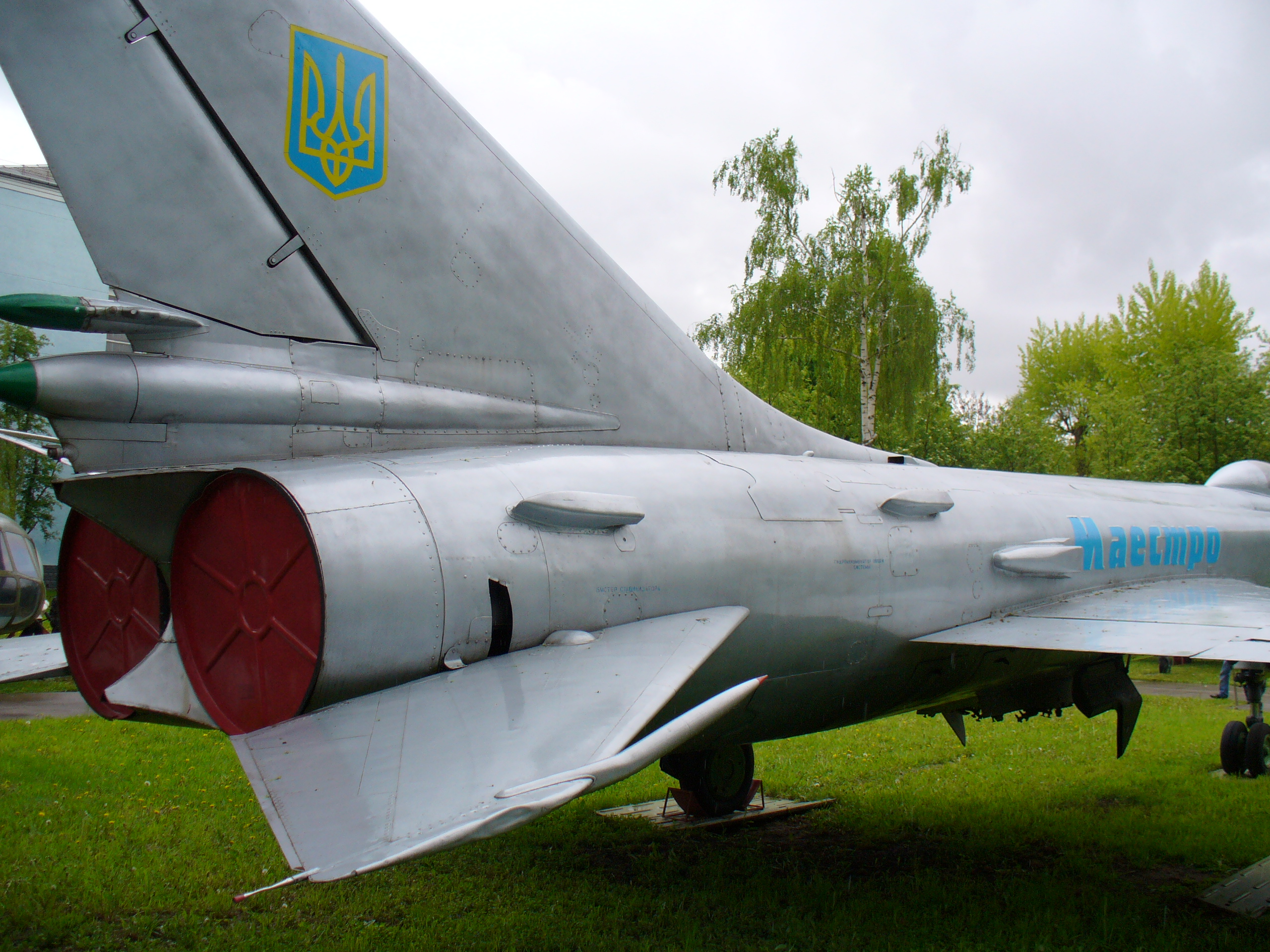
Coda dello stesso Su-15TM ucraino, si nota il piano orizzontale di coda, interamente mobile, con il lungo contrappeso piegato verso l'alto per evitare il contatto col suolo in atterraggio. Opposta a questo una piccola punta dispersiva di elettricità statica.

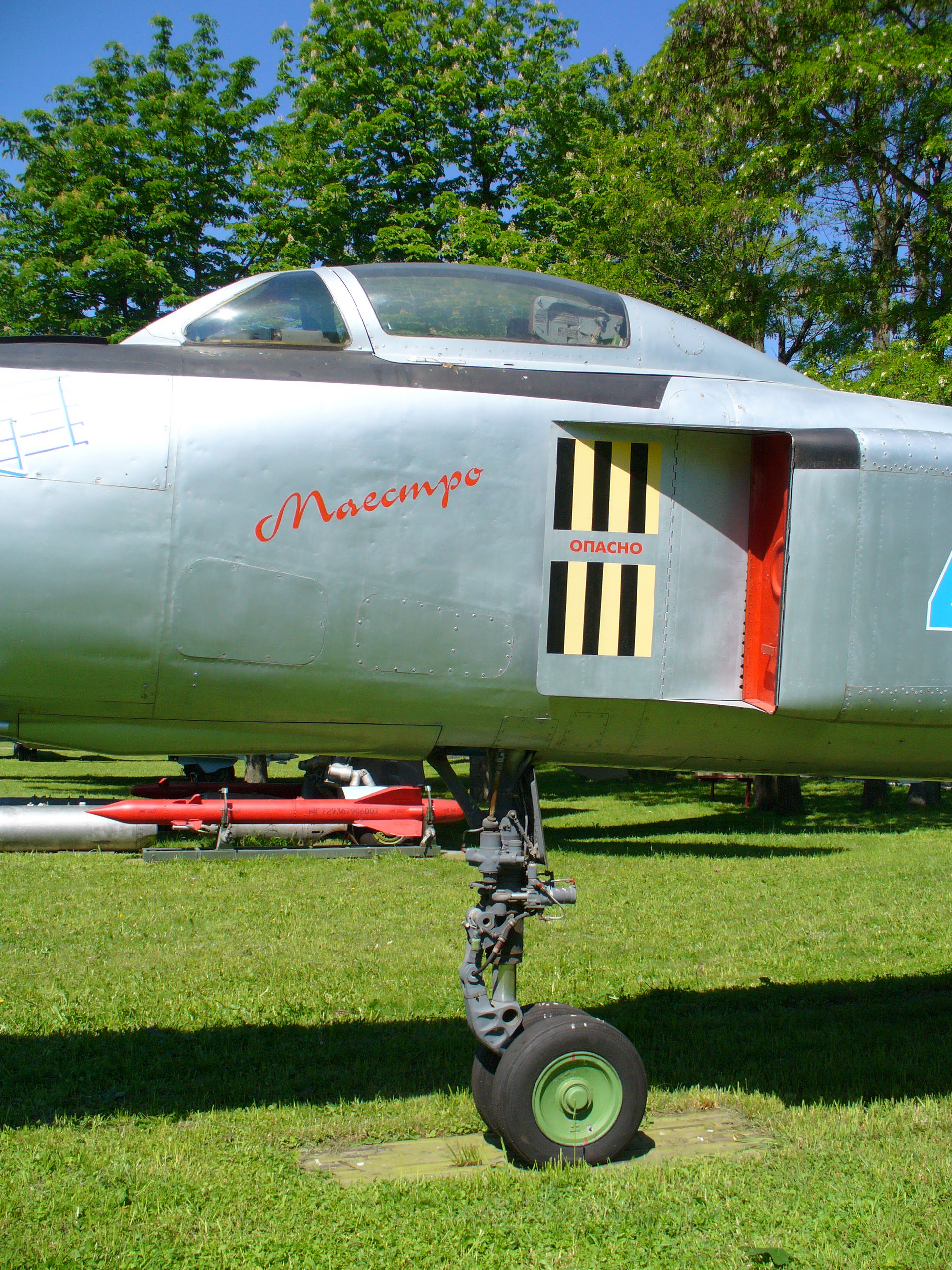
Sezione della cabina, con la presa d'aria bidimensionale (con la scritta ОПАСНО, pericoloso) ed il ruotino anteriore del carrello.

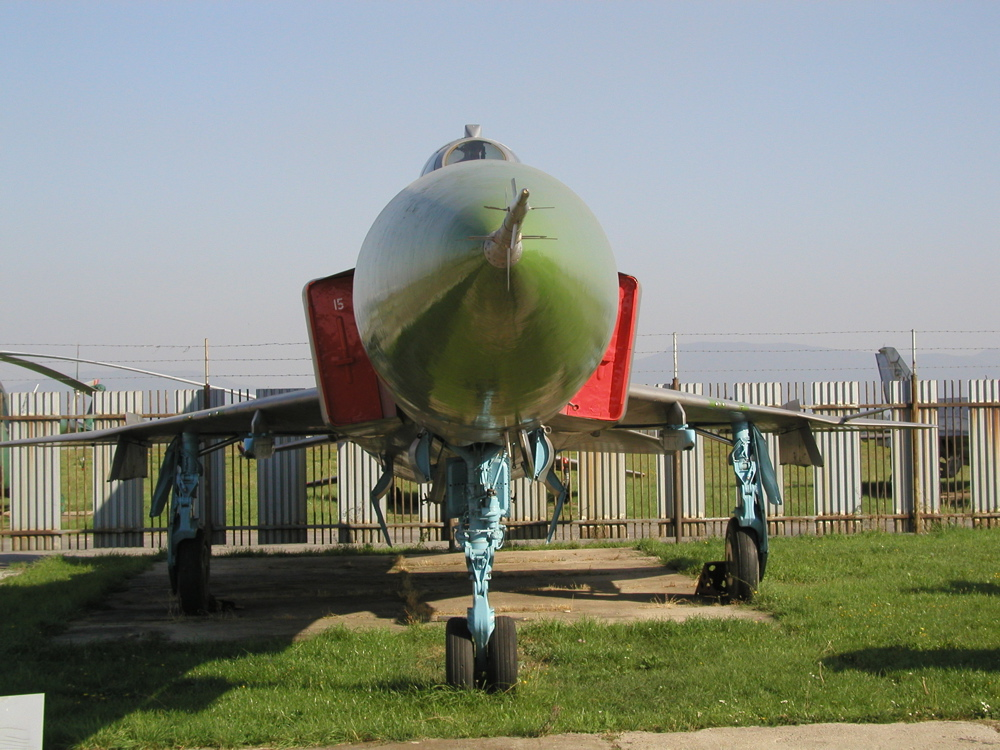
Vista frontale di un Su-15TM.

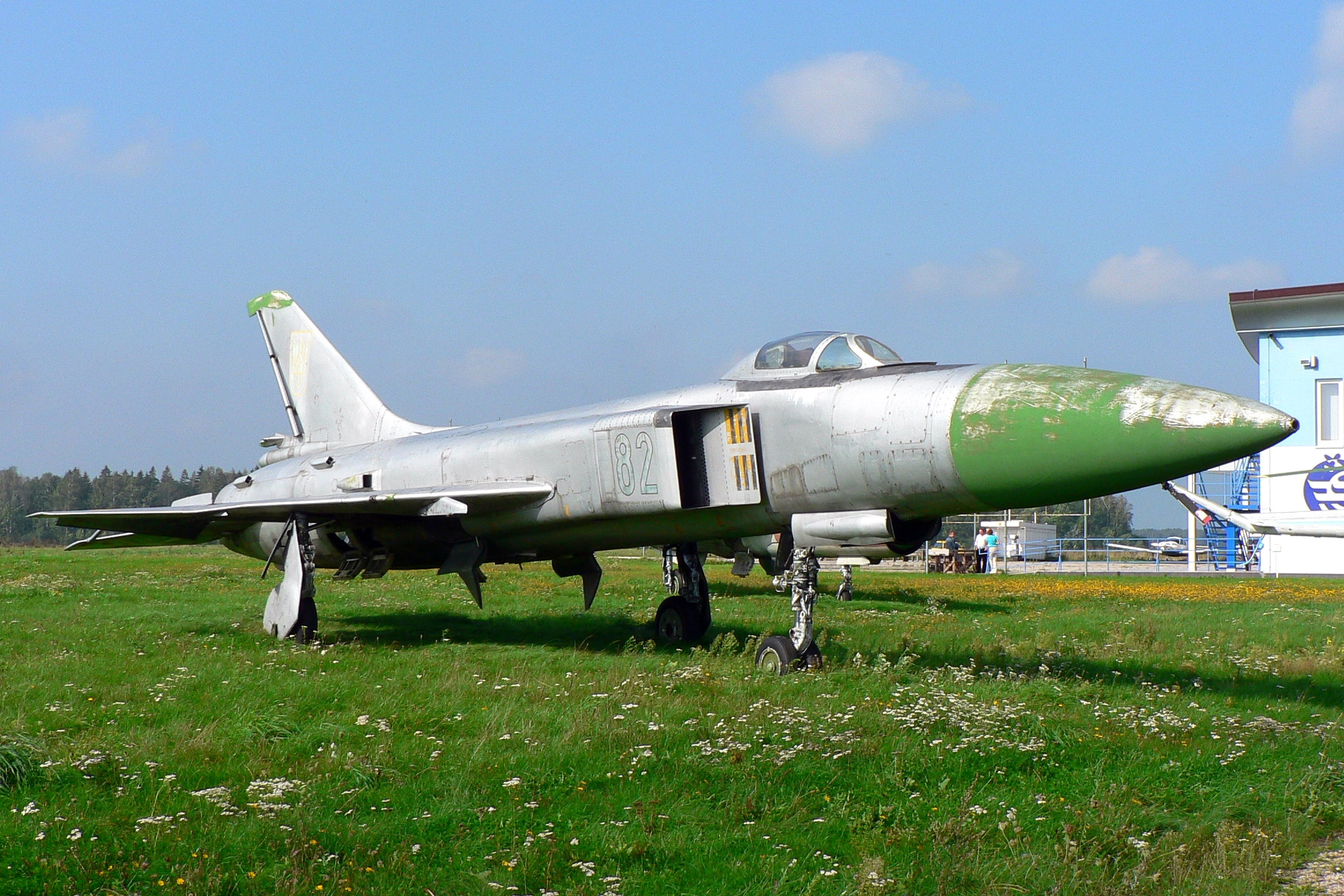
Un Sukhoi Su-15TM abbandonato (manca il tubo di Pitot).

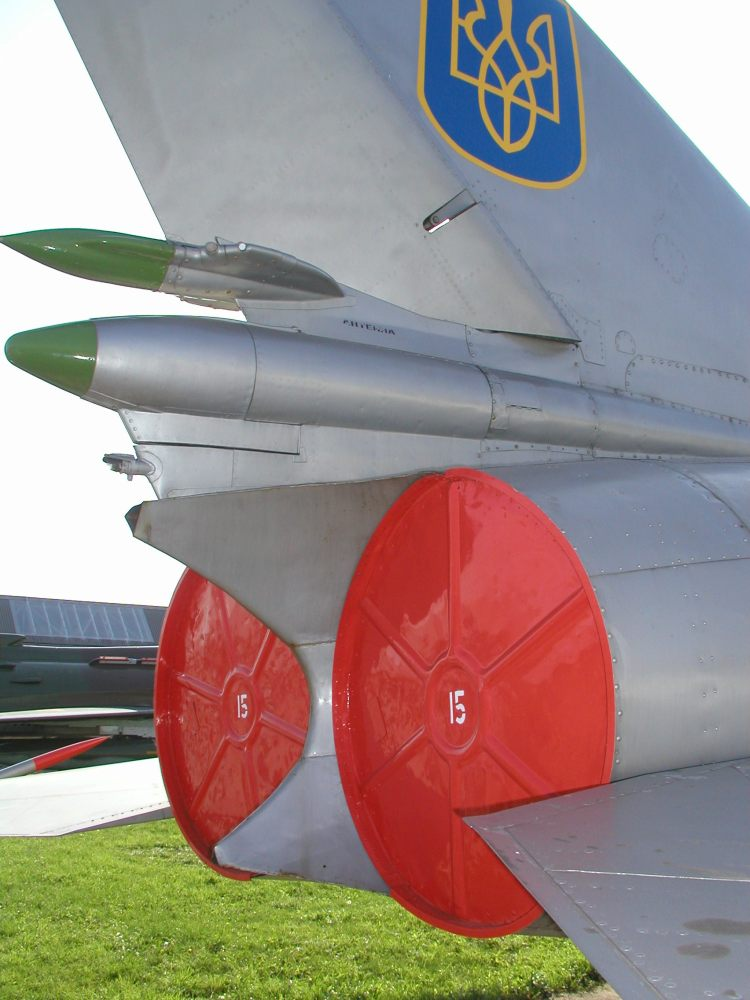
Lo scarico dei motori e la base della deriva, dove sono posizionati il parafreno, l'antenna dell'avvisatore di scoperta radar e l'antenna dell'ECM.

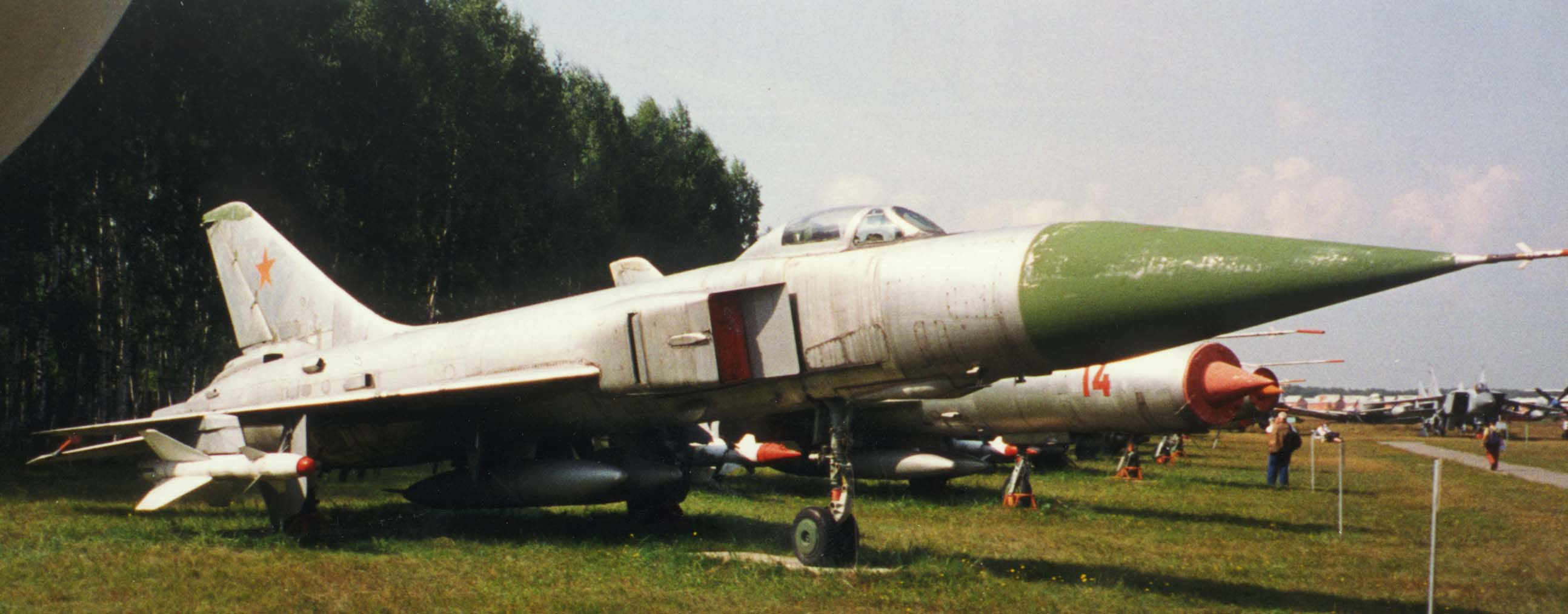
Un Su-15 al Museo centrale delle aeronautiche militari di Monino, Mosca. Si noti la particolare cupola del radar a cono retto.

Alla fine del 1960 quindi si lavorò attorno ad una versione del T-58 propulsa da due nuovi turbogetti a flusso assiale R-21F-300 disegnati dall'ufficio di Nikolaj Georgievič Mecchvarišvili (Николай Георгиевич Мецхваришвили, gli stessi che equipaggiavano il MiG-21PF). L'aereo doveva anche diventare la piattaforma di lancio dei nuovi missili R-40 (AA-6 Acrid, all'epoca designati come prototipi K-40) e del sistema di intercettazione e acquisizione bersaglio chiamato Su-15-40. Sia il vecchio T-58 che il nuovo bimotore adottavano prese d'aria laterali a sezione rettangolare che il radar Vichr'-P (Вихрь, vortice), una versione avanzata dell'Orël (Орёл, aquila).
Durante il 1961 lo sviluppo degli R-21F-300 venne rallentato, quindi l'OKB dovette ripiegare sui Tumanskij R-11F2-300 che erano stati provati con i vecchi T-5 (i prototipi del Su-9) in sostituzione del singolo Ljul'ka AL-7F. Nello stesso anno l'OKB lavorò attorno ad un'altra versione del T-58, il T-58D.
Malgrado tutto, il sistema di intercettazione che sfruttava il missile R-40 era legato al MiG-25 più che al Su-15, infatti per il progetto di Suchoj si pensava al R-8M2, una nuova versione del Kaliningrad R-8, ed al nuovo sistema di intercettazione Su-11-8M3, con un nuovo radar Orel-2 dotato di un'antenna da 950 mm di diametro.
Una risoluzione del consiglio dei ministri sovietico del 5 febbraio 1962 stabiliva che l'ufficio di Suchoj dovesse realizzare un intercettore attorno al sistema Su-11-8M che sostituisse i Su-11 ed i Su-9, migliorandone prestazioni ed affidabilità, che aggiungesse un sistema ECCM (Electronic Counter Counter Measures) che lo proteggesse dalle contromisure elettroniche e che automatizzasse il controllo dell'apparecchio.

### Il T-58D
Il T-58D deriva direttamente dal T-58 monomotore (aveva un singolo Ljul'ka AL-7F-2), ma adottava due motori. Per velocizzare il disegno del progetto, l'OKB usò l'ala (a delta con freccia di 60°) e gli impennaggi del Su-11, bastò progettare solo i giunti per agganciare alla fusoliera le vecchie superfici. Anche il carrello principale quindi rimase lo stesso del Su-11.
La fusoliera era una novità invece, fu la prima in Unione Sovietica ad avvalersi della regola delle aree: si può notare infatti la forma a "Coca-Cola" della fusoliera che veniva rastremata una prima volta all'altezza della cabina di pilotaggio, dove si addossavano le prese d'aria, ed una seconda all'altezza dell'ala. Questo disegno aveva lo scopo di limitare la resistenza aerodinamica in regime supersonico (dovuta principalmente alle onde d'urto).
L'installazione di due motori anziché di uno solo migliorò l'affidabilità e la versatilità della macchina. Infatti vennero duplicati anche i controlli, le pompe, i generatori ed i sistemi di controllo.
Venne installato il sistema di controllo SAU-58, il quale era in grado di acquisire dati dal radar e la direzione di volo ed elaborarli assieme alla conoscenza delle prestazioni di salita del caccia intercettore, per generare un programma di volo. Il pilota quindi aveva la possibilità di scegliere tre modalità di controllo dell'apparecchio: automatico, semiautomatico e manuale.
Quando venne terminato il primo prototipo nel 1962, il T-58D/1, l'ingegner Jarmarkov (Р. Г. Ярмарков) si occupò dei collaudi in volo per saggiare le nuove capacità quali la velocità massima, la tangenza, l'accelerazione ed i consumi, sia in configurazione pulita che con i carichi esterni. Il prototipo fu trasferito per questo motivo al LII, l'istituto di ricerche sul volo intitolato a Gromov. Dopo i consueti collaudi a terra, fu portato in volo dal pilota collaudatore Vladimir Sergeevič Il'jušin (Владимир Сергеевич Ильюшин) il 30 maggio. Durante tutto il 1962 il caccia compì 56 voli, generalmente confermando le caratteristiche di volo previste.
Durante le prove di volo del primo prototipo si presentò la necessità di cambiare il radar con uno di tipo differente, lo Smerč-AS (Смерч-АС). Per questo motivo fu necessario riprogettare tanto l'ogiva a protezione dell'antenna radar che l'abitacolo. Inoltre il parafreno venne spostato sopra il timone sulla sommità della deriva. Si pensò anche di installare una pinna ventrale ripiegabile (il Su-15 si siede sulla coda), simile a quella che poi fu adottata sul MiG-23, ma la stabilità latero-direzionale del T-58D/1 si dimostrò più che adeguata.
Uscirono in questa configurazione due prototipi, il T-58D/2 ed il /3, ma con il radar modello Orel-D. Infatti l'introduzione dello Smerč venne rimandata alla seconda fase dello studio del sistema di intercettazione.
Entrambi i nuovi prototipi montavano nuove ruote: il ruotino anteriore adottava le KT-61/3, da 660 × 200 mm, al posto delle KT-104, mentre il carrello principale le KT-117 con un sistema di raffreddamento ad acqua ed alcol etilico al posto delle KT-69/4 delle stesse dimensioni. Agli inizi del 63' queste modifiche vennero compiute anche sul primo prototipo.
Come specificato più sopra il parafreno venne spostato sopra il timone, sullo stabilizzatore, al quale venne aumentata l'area totale.
Il secondo prototipo volò la prima volta il 4 maggio del 1963, a causa di ritardi nella riprogettazione dell'alloggiamento per il radar, ai comandi di Il'jušin. Era completo della nuova apparecchiatura radar, mentre esternamente differiva dal predecessore unicamente per la zona del muso più allungata ed un cono radar lineare, che successivamente venne montato anche sul primo prototipo.
Lo sviluppo dell'apparecchiatura radar terminò a giugno e l'aereo iniziò la valutazione in volo da parte dell'Aeronautica sovietica in agosto.
Il 2 ottobre del 1963 il pilota collaudatore Evgenij Kukušev portò in volo il terzo prototipo seguito dall'ingegner Šološ. La capacità dei serbatoi di combustibile del T-58/3 fu aumentata di 180 l rispetto ai precedenti.
Nello stesso mese di ottobre tutti e tre gli apparecchi furono spostati su una base aerea dell'Aeronautica per la prosecuzione dei collaudi del sistema d'arma, che erano cominciati in agosto e proseguiranno sino al giugno del 1964. Il sistema comprendeva il radar Orel-D, il nuovo missile R-98 ed il sistema di controllo da terra Vozduch-1M. I collaudi vennero supervisionati dal comandante in capo della guardia nazionale (P-VO) Evgenij Savickij.
L'Aeronautica trovò l'apparecchio soddisfacente, richiese però un aumento della capacità dei serbatoi. Fu così che la cellula venne nuovamente rivista, diminuendone l'assottigliamento dovuto alla regola delle aree nella zona di attacco dell'ala alla fusoliera. In realtà la modifica, che interessò il primo prototipo, portò la fusoliera ad avere la stessa larghezza della sezione di imbocco delle prese d'aria. Il prototipo arrivò quindi ad una capacità interna di 6 860 litri.
L'ufficio acquisizioni dell'Aeronautica richiese anche un aumento della stabilità e della maneggevolezza. Fu così che l'angolo di rotazione degli alettoni fu aumentato da 15° a 18,5° e la velocità di spostamento delle rampe delle prese d'aria da 12 s a 5-6 s. Il T-58D/1 corretto venne provato in un programma di collaudi corto tra il 2 ed il 16 giugno del 1964. Successivamente le stesse modifiche vennero apportate anche al T-58D/3 che venne acquisito dalla P-VO e ordinato in produzione. Era nato il Su-15.
I tre prototipi comunque non andarono in pensione, ma vennero usati per provare nuove soluzioni. Il T-58D/1 fu provato con una nuova ala con una superficie alare incrementata, un'estensione alle estremità ed un angolo di freccia più piccolo. Era pensata per migliorare l'efficienza degli alettoni alle basse velocità. Poi venne ricostruito nuovamente per provare un sistema di decollo corto, di cui si parlerà più avanti, e denominato T-58VD.
Anche il T-58D/2 fu trasformato nel T-58L. Infine il T-58D/3 venne usato per collaudare il sistema di controllo SAU-58 ed il nuovo radar Orel-D58M tra il 1965 ed il 1967.

### Il Su-15 entra in produzione
Il primo Su-15 di preserie uscì dalla fabbrica di Novosibirsk nel febbraio del 1966. Quando il Sukhoi Su-11 uscì di produzione la fabbrica cominciò a produrre gli Yakovlev Yak-28P sino al 1965. Il primo volo di collaudo venne effettuato il 6 marzo del 1966 dal pilota collaudatore I. Sorokin, mentre i collaudi del secondo esemplare di preserie iniziarono in giugno.
La produzione si serie venne avviata nella seconda metà dello stesso anno e terminò nel 1970. I Su-15 di serie differivano dai prototipi T-58D per una maggiore capacità dei serbatoi (1 712 l). Nella fusoliera erano alloggiati solo tre serbatoi invece dei quattro presenti sui T-58D. I motori di serie erano gli R-11F2S-300 e, successivamente, gli R-11F2SU-300. Questi ultimi introducevano un sistema di spillamento dello strato limite nel compressore che non era stato montato sui prototipi.
I primi esemplari di serie adottavano il sistema di controllo della presa d'aria UVD-58M ed il seggiolino eiettabile KS-4, che avrebbe assicurato l'espulsione del pilota a qualsiasi quota ed a velocità superiori ai 140 km/h.
L'avionica era pressoché ereditata dal Sukhoi Su-11:
- una ricevente radio VHF RSIU-SV
- una ricevente di posizione MRP-56P
- un radioaltimetro RV-UM
- un radiogoniometro ARK-10
- un transponder SOD-57M
- un sistema di radioguida Lazur
- un'apparecchiatura IFF SRZO-2M
- un ricevitore d'allerta radar Sirena-2
- i sistemi di navigazione KSI-5 e AGD-1
- un registratore dei dati di volo SARPP-12V-1
- un radar Orel-D58 poi denominato ufficialmente RP-15.

Il radar venne poi modificato a seguito delle prove col T-58D/3 nel RP-15M o Orel-D58M nel 1967.
Già nel 1965 sui prototipi venne provata un'ala con un'area maggiore ed una freccia composita, in modo tale che le estremità alari risultassero più lunghe. Le modifiche vennero poi introdotte sugli apparecchi di preserie nel 1966 e finalmente su quelli di serie nel 1969.
Il sistema di intercettazione Su-15-98 venne provato con successo tra il settembre del 1967 ed il luglio del 1969. Nel 1968 venne anche provato il pacco GP-9 contenente un cannone da agganciare sul ventre dell'apparecchio, ma non fu mai messo in produzione. Molto più tardi invece venne provato il pacco UPK-23-250 con un cannone GSh-23 (ГШ-23) il quale venne invece inserito nell'inventario dell'Aeronautica sovietica. Nel 1968 un Su-15 di serie venne usato per collaudare una stazione radio R-832M (Evkalipt-SM).

### Il T-58L
Nel 1965 l'ufficio tecnico di Suchoj, dietro richiesta dell'Aeronautica sovietica, iniziò a convertire i carrelli del T-58D/2 in sci. All'epoca era piuttosto comune per i velivoli sovietici, la possibilità di montare, al posto degli pneumatici, dei semplici sci. Questo accorgimento serviva a fare in modo che gli apparecchi potessero decollare o atterrare su piste non asfaltate nelle regioni con climi più estremi.
Il 6 settembre 1965 il prototipo, rinominato T-58L, compì il primo volo ai comandi dei piloti collaudatori Vladimir Il'jušin, Evgenij Kukušev, Evgenij Solovev, Vladimir Krečetov ed altri. Le modifiche comprendevano l'installazione di un sistema per il rapido attacco degli sci ai carrelli, un sistema di lubrificazione degli sci stessi, un nuovo meccanismo dello sterzo per il ruotino anteriore, un razzo per l'assistenza al decollo, riarrangiamento della struttura del muso e dell'abitacolo, l'installazione del nuovo seggiolino eiettabile KS-4 ed infine la modifica dei portelli dei carrelli e di vari altri pannelli.
Come già accennato tanto il Su-15 che i suoi prototipi avevano la coda molto bassa una volta parcheggiati a terra. Durante un decollo, appena il T-58L staccò il ruotino da terra, il contrappeso antivibrazione del piano di coda si incastrò contro una deformazione del terreno e si staccò assieme a parte del rivestimento. Dopo questo piccolo incidente i contrappesi vennero tutti piegati verso l'alto di 15°.
Successivamente l'apparecchio venne anche dotato di pneumatici KN-9 sul ruotino anteriore per migliorare la controllabilità a terra e diminuire la corsa di decollo. Le ruote avevano dimensioni 660 × 155 mm e non avevano freni.
Gli sci non vennero mai adottati sui modelli di serie a causa delle eccessive vibrazioni che l'armamento e l'equipaggiamento elettronico avrebbe dovuto subire, sia in decollo che in atterraggio. Alla fine dei collaudi il T-58L fu trasferito al Museo centrale delle aeronautiche militari di Monino, Mosca, dove è ancora conservato.

### Il T-58VD
Quando terminarono, ai primi del 1965, i collaudi delle estensioni alari sul T-58D/1, si decise di usare questo prototipo per sperimentare i successivi sviluppi del sistema di propulsione. In particolare, durante il '65, venne sviluppato un sistema propulsivo per il decollo e l'atterraggio corto. Il sistema includeva tre turbogetti portanti Kolesov RD-36-35 alloggiati al centro della fusoliera tra i condotti delle prese d'aria dei motori principali.
I tre motori portanti erano montati in posizione verticale, inclinata in avanti, con la presa d'aria che spuntava dal dorso dell'aeroplano ed uno scarico sul ventre in grado di vettorizzare la spinta. È comprensibile perciò che in pratica tutta la parte centrale della fusoliera dovesse essere riprogettata nel prototipo che venne ribattezzato T-58VD (vertikalne dvigateli, motori verticali).
Nel dicembre del 1965 iniziarono i collaudi a terra, sotto la direzione di Jarmarkov. Per le prove venne costruita una speciale struttura per studiare il flusso attorno al nuovo apparecchio. Il flusso era alimentato da un motore Kuznetsov NK-12.
Terminate le prove a terra, l'aereo venne spostato sulla pista del LII dove, il 6 giugno 1966 volò per la prima volta ai comandi del pilota collaudatore Evenij Solovev e successivamente di Vladimir Il'jušin.
Le prove, che terminarono solo nel giugno del 1967, dimostrarono che il T-58VD migliorava sensibilmente le prestazioni in decollo ed in atterraggio, riducendo sia le velocità (velocità di decollo da 390 a 290 km/h e velocità di atterraggio da 315 a 240 km/h) che le distanze (decollo da 1 170 a 500 m e atterraggio da 1 000 a 600 m).
Si scoprì anche che la posizione dei motori non era corretta in quanto la loro spinta produceva un momento di beccheggio, tanto che in atterraggio lo RD-36-35 più avanzato era tenuto spento.
Il T-58VD prese parte assieme agli altri prototipi alla parata dell'aria di Domodedovo, pilotato da Solovev.
I risultati degli esperimenti con il T-58VD furono utilizzati per il successivo T-58M, poi ribattezzato T-6. Il T-58VD comunque aveva l'insormontabile difetto di togliere spazio ai serbatoi di combustibile e di aggiungere il peso ed il consumo di altri tre motori. Il peso aggiuntivo inoltre rendeva più difficile il bilanciamento dell'apparecchio in volo.
Il T-58VD venne quindi trasferito all'Istituto dell'aviazione di Mosca (MAI) per scopi didattici.

### L'addestratore
In teoria la versione da addestramento del Su-15 venne progettata assieme alla versione da intercettazione e perciò sarebbe potuta entrare in produzione molto prima. Però, in Unione Sovietica generalmente gli aerei da addestramento venivano prodotti molto tempo dopo i loro corrispettivi operativi ed il Su-15UT non fece eccezione a questa regola. Infatti l'OKB ricevette l'autorizzazione a costruire il primo esemplare, lo U-58T, nel 1965 e la produzione di serie cominciò solo nel 1970.
Nell'ottobre del 1965 venne costruito un modello in scala unitaria della fusoliera dell'addestratore, designato U-58, che venne approvato dalla Commissione dell'Aeronautica sovietica. Si cominciò quindi a lavorare al progetto che venne ultimato nella seconda metà del 1966 e nella metà dell'anno successivo furono ultimati due prototipi, uno per i collaudi strutturale e l'altro per le prove in volo.
L'addestratore aveva due abitacoli in tandem, con un cupolino simile a quello del Su-9, ed era più lungo del Su-15 di 450 mm. Nell'estate del 1967 venne collaudato il primo prototipo a Novosibirsk e il 26 agosto dello stesso anno volò per la prima volta il secondo, ai comandi di Evgenij Kukušev. Alla fine del 1968 i collaudi dell'OKB terminarono e le prove di fronte alla Commissione dell'Aeronautica si svolsero nel 1969. Il 3 luglio del 1970 il Su-15UT il Ministero della difesa sovietico lo introdusse nell'inventario e ne ordinò la produzione, che terminò nel 1972.
Il Su-15UT era identico al Su-15, ma era privo di apparato radar.
Nell'estate del 1970 fu anche approntato un terzo prototipo, chiamato U-58B, ed equipaggiato con un radar Tajfun. Ma il baricentro era troppo spostato in avanti e non venne mai portato in volo.

### Le versioni si susseguono

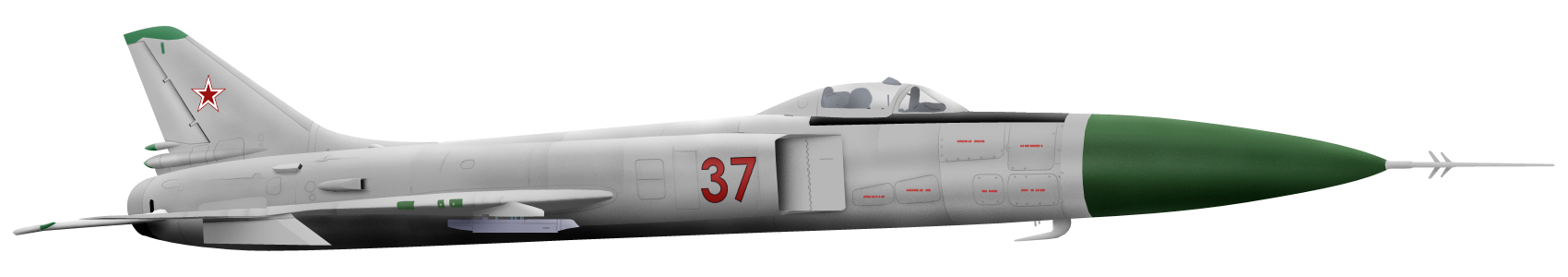
Disegno di un Su-15TM Flagon F.

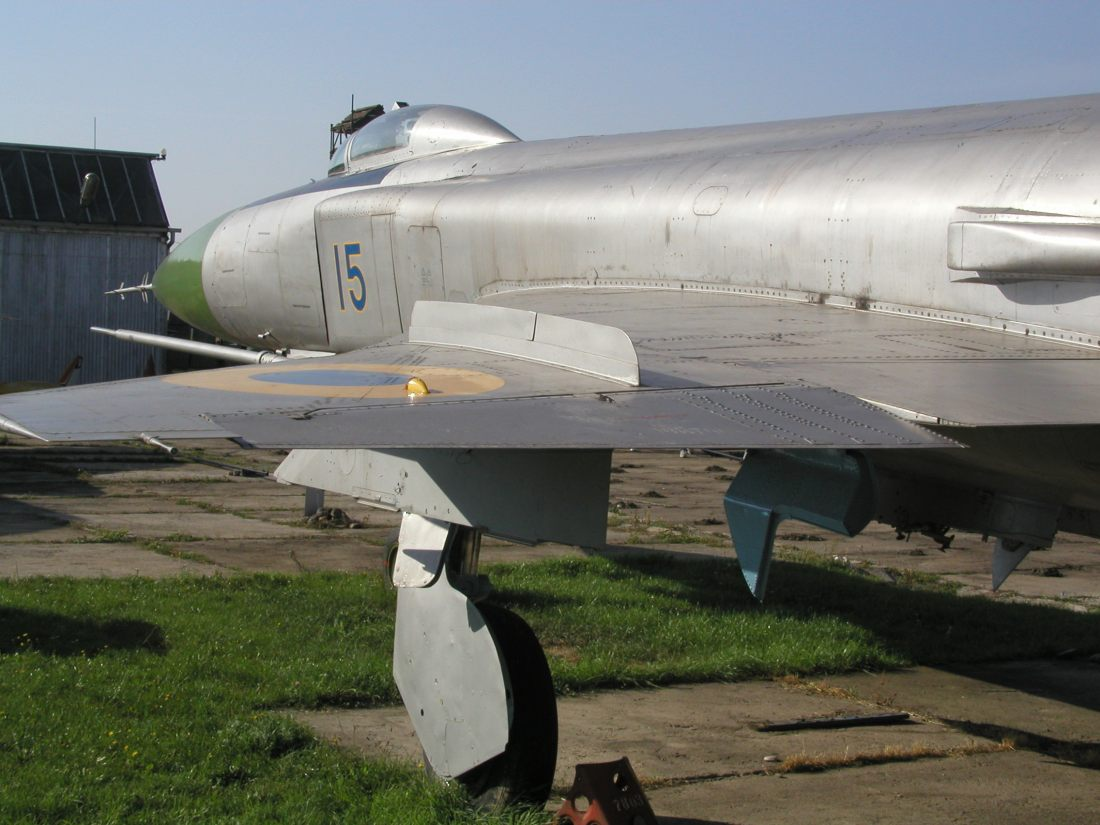
Particolare di un Su-15TM ucraino. Si nota la lama antiscorrimento montata sull'ala.

#### Il Su-15T
Il via alla produzione del Sukhoi Su-15 fu solo il primo passo di uno sviluppo che avrebbe dovuto portare alla implementazione di un nuovo radar, più efficiente, più potente e meno facilmente ingannabile dalle contromisure elettroniche. Il nuovo radar avrebbe anche dovuto condurre verso un nuovo tipo di missile aria-aria.
Si cominciò così a mettere a punto il nuovo sistema già nel 1965, il quale comprendeva:
- il nuovo radar Korshun-58 (Коршун, nibbio)
- il sistema di controllo SAU-58
- ed il sistema di radionavigazione RSBN-658 Iskra-K.

Nel 1967 le autorità tecniche sovietiche trovarono che il radar Tajfun (Тайфун, tifone) era molto più avanzato del Korshun, che quindi venne abbandonato. Il Tajfun era basato sul radar Smerč (Смерч, tornado) sviluppato per il MiG-25P. Come risultato si iniziò subito a lavorare sulla nuova apparecchiatura, ma l'approvazione del governo sovietico arrivò solo il 26 dicembre del 1968.
Durante quell'anno l'Ufficio tecnico di Suchoj aveva costruito un modello in scala del nuovo prototipo chiamato T-58T. Il nuovo intercettore avrebbe dovuto essere propulso dai nuovi turbogetti R-13-300 da 4 100 kg di spinta (6 000 kg con postcombustore). Doveva essere anche rimosso il secondo sottosistema idraulico primario in quanto il nuovo radar non necessitava di un sistema idraulico.
Alla fine del 1968 quindi, un Sukhoi Su-15 di serie venne modificato presso l'Ufficio tecnico. Le modifiche comprendevano l'installazione del nuovo radar Tajfun (che poteva controllare i missili aria-aria R-98, R-8M-1 ed R-8M noti in occidente come AA-3 Anab), un sistema di controllo dello strato limite della presa d'aria, un nuovo carrello anteriore con due gomme KN-9 affiancate. Ma non vennero montati i nuovi motori.
L'aereo venne messo in produzione come Sukhoi Su-15T presso la fabbrica di Novosibirsk nel 1970. Alla fine dell'anno la produzione venne sospesa perché era già stata sviluppata una nuova versione, il Su-15TM.

#### Il Su-15TM
Nel 1969 divenne finalmente disponibile il nuovo turbogetto R-13-300 ed anche una versione migliorata del radar chiamata Tajfun M, il quale poteva controllare i missili R-98M. Il 18 agosto del 1971 terminarono i collaudi del radar Tajfun e si cominciò subito la conversione di due Su-15 di serie all'OKB di Suchoj, introducendo sia le modifiche della versione T che i nuovi motori ed il nuovo radar Tajfun M. Questa versione, chiamata appunto T-58TM o Su-15TM, poteva anche caricare due bombe da 500 kg oppure due razzi o due cannoni Gryazev-Shipunov GSh-23 (Грязев-Шипунов ГШ-23) con 250 colpi ciascuno con due serbatoi esterni da 600 litri l'uno.
Nel dicembre dello stesso anno iniziarono le prove in volo. La prima serie di collaudi sul sistema radar terminò il 31 marzo del 1972. La seconda serie riguardava la motorizzazione e terminò il 5 aprile del 1973 col risultato che gli R-13 si dimostrarono leggermente più prestanti degli R-11 per quanto riguarda l'accelerazione.
Il nuovo sistema di intercettazione si dimostrava più efficiente in generale, ma non quanto si sarebbe voluto, a bassa quota.
Il Su-15TM venne messo in produzione fino al 1975. L'OKB continuò costantemente ad aggiornarlo introducendo ad esempio il nuovo sistema di controllo automatico SAU-58-2, una nuova cupola del radar, non più lineare ma ad andamento parabolico per migliorare le prestazioni dell'antenna, nuovi piloni PU-2-8 che rimpiazzavano i PU-1-8 ed il radar Tajfun M2.
Le modifiche, molto spesso, venivano effettuate anche sugli aerei più vecchi. Tra il '73 ed il '74 venne anche introdotto il missile aria-aria R-60 (AA-8 Aphid).

#### Il Su-15UM
La Difesa aerea nazionale sovietica (ПпротивоВвоздушной Ообороны) richiese un addestratore per il Su-15TM e proprio per questo motivo venne costruito, nel 1976, un nuovo Su-15 biposto in tandem direttamente alla fabbrica di Novosibirsk.

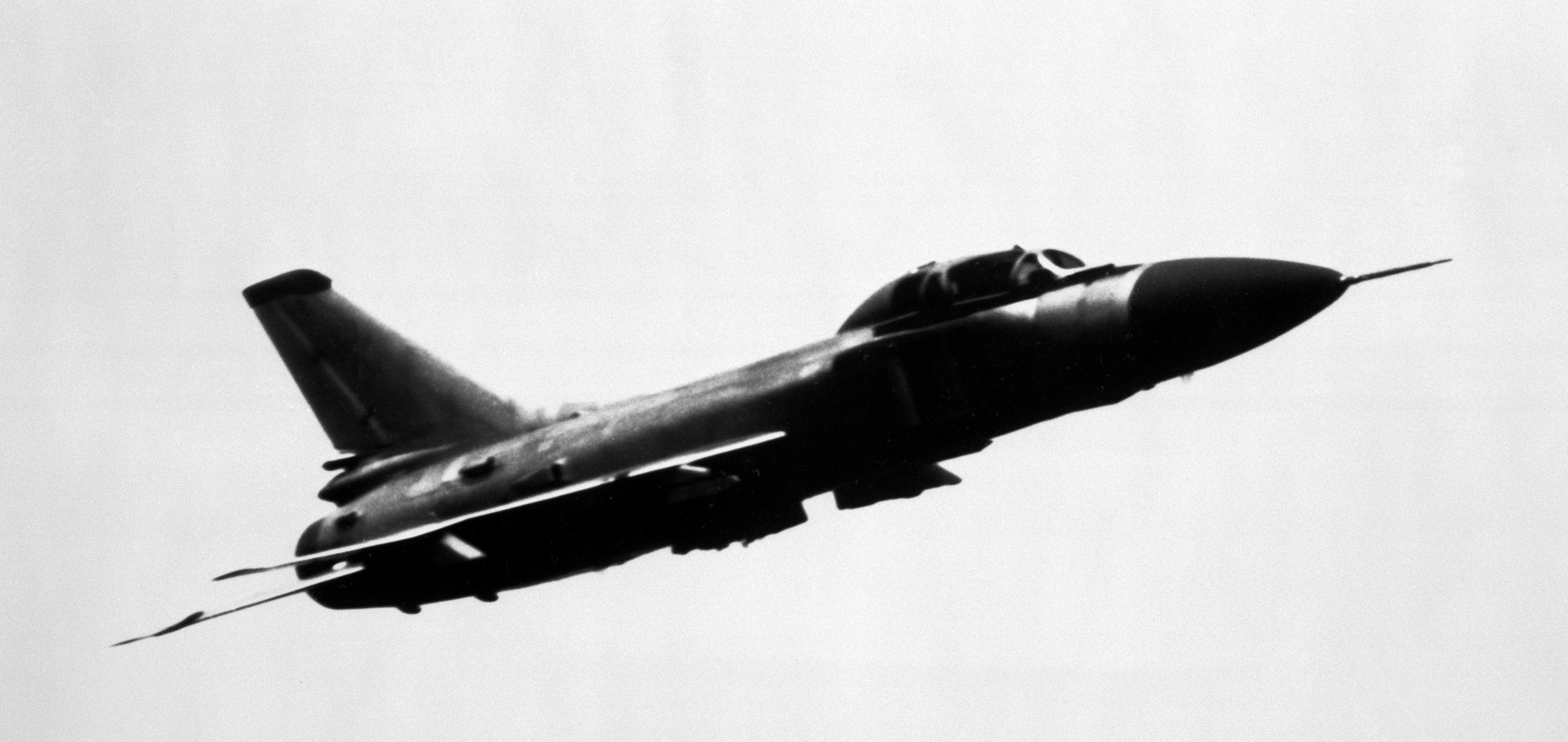
Su-15UM Flagon-C in volo

Il prototipo venne battezzato U-58TM e volò alla fine di aprile ai comandi del pilota collaudatore Vladimir Vylomov (Владимир Вйломв) sotto la supervisione dell'ingegner Jurij Kalincev (Юрий Калинцев). A maggio l'aereo venne trasferito a Mosca per i collaudi avanzati ai comandi dei collaudatori della Sukhoi: Evgenij Solov'ev (Евгений С. Соловьев) e Jurij Egorov (Юрий А. Егоров), assieme ai piloti della Difesa aerea nazionale. I collaudi si protrassero fino al 25 novembre 1976.
L'aereo venne infine messo in produzione come Su-15UM, erroneamente chiamato Su21 G, codice mai stato assegnato. Il secondo abitacolo toglieva poco spazio ai serbatoi e le uniche differenze con il Su-15TM risiedevano nell'avionica, sprovvista del radar, del sistema di controllo automatico SAU-58-2 e di altri sottosistemi. L'abitacolo dell'istruttore era equipaggiato con un pannello dei comandi per le simulazioni dei guasti.

#### Il Su-15bis
Nel 1972 si pensò di aggiornare il Su-15 con nuovi motori R-25-300 da 7 100 kg di spinta. A questo scopo venne convertito uno dei Su-15TM alla fabbrica di Novosibirsk e il prototipo iniziò i collaudi il 3 luglio 1972, sotto la direzione dell'ingegner V. Vasil'ev (В. Васильев) ed ai comandi dei piloti collaudatori Vladimir Il'jušin, Aleksandr Isakov e Vladimir Kerečetov.
L'aereo, battezzato Su-15bis, si dimostrò più prestante in termini di velocità e tangenza rispetto al Su-15TM, ma a causa della scarsità dello R-25 non venne avviato alla produzione di serie. Solo un altro Su-15TM venne convertito.

#### Il Su-15R
Uno dei Su-15 di serie precedentemente usati per provare i motori R-13-300, fu usato nel maggio del 1972 per provare il nuovo radar Rel'ef (Рельеф, rilievo) al posto del consueto Orel-D58M. In realtà il Rel'ef doveva essere collaudato in vista del suo impiego sul Sukhoi Su-24, in quanto era un radar dotato di terrain following, ovvero di un sistema per il volo automatico a bassa quota. L'apparecchio così configurato venne battezzato T-58R o Su-15R.

#### Rifornimento in volo
Uno degli ultimi sviluppi della ricerca sul Su-15 fu l'introduzione di un sistema di rifornimento in volo, sviluppato per essere adottato sui bombardieri tattici.
Il sistema fu sperimentato su due vecchi Su-15, uno dei quali di preserie che agganciava l'unità Sachalin-6A (Сахалин-6А) rifornitrice, e l'altro venne equipaggiato con una sonda in posizione fissa alla destra della cabina del pilota. Il sistema, dopo essere stato raffinato ed ottimizzato, venne montato sui Sukhoi Su-24.

## Tecnica del Su-15
Nella sua versione matura, il Su-15TM, l'aereo si presentava come una macchina da intercettazione con marginali potenzialità di superiorità aerea, che in termini strutturali erano soddisfatte da una lunga fusoliera, caratterizzata da un enorme cono del radar dalla forma ottimizzata unicamente per renderne migliore la trasparenza alle onde radar.
L'ala a delta era piccola, in posizione medio-bassa, praticamente a metà fusoliera. Era un tregolnij ovvero un caccia a delta di tipica scuola sovietica: l'ala era a delta composito (solo quella del Su-15TM), ovvero con il bordo d'attacco a doppia angolazione della freccia alare, con una paretina antiscorrimento sopra la parte più esterna della semiala. L'aerodinamica era ottimizzata per l'alta velocità ad alta quota, essendo ancora derivata da quella studiata a suo tempo per il MiG-21 ed il Su-9.
Le prese d'aria erano bidimensionali con una struttura rettangolare, posizionate appena sotto l'abitacolo, e con pannelli mobili interni per l'ottimizzazione della geometria alle varie velocità, similmente alla soluzione di aerei come l'F-4 Phantom. I piani di coda erano a freccia marcata, specialmente nel bordo d'attacco, mentre sopra la sezione posteriore della fusoliera si trovava l'unico timone verticale, provvisto di antenne RWR sulla base e di antenne radio inglobate sulla sommità della deriva. La sua motorizzazione era costituita da due motori R-13 da circa 6 100 kg di spinta, serviti da un totale di 6 240 litri nei serbatoi interni, ed eventuali serbatoi esterni da 600 o 800 litri, trasportati solo nei punti d'aggancio sotto la fusoliera.
Il carrello era a larga carreggiata, sistemato sotto le ali con ripiegamento verso la fusoliera. Le ruote posteriori di grande diametro, l'elemento sterzante era invece a ruotino doppio. Il pilota era sistemato in un abitacolo notevolmente rialzato rispetto alla fusoliera: nonostante che questa fosse una soluzione meno aerodinamica, ciò era necessario per assicurare la dovuta visibilità in fase di decollo, dato il lungo muso.
Il sistema d'arma era basato sull'Oriol-D, anche se non è certo che sia stato il radar tipico del Su-15, anche perché un modello con caratteristiche similari era adottato dallo Yak-28. Funzionava in banda X con potenza di 100 kW e doppia frequenza di scansione di 8 e 9,5 MHz, frequenza impulsi di 2 700 o 3 000 Hz e portata di almeno 40 km in ricerca. Era abbinato ad un sistema missilistico basato sul missile Bisnovat R-98 (AA-3 Anab), disponibile in diverse versioni appartenenti a due famiglie, a guida radar o infrarossa. Le versioni di serie possedevano una limitata capacità look-down/shoot down ed una quota minima di sgancio a 300 m. La gittata era in pratica di circa 12 km, mentre nel '65 arrivò l'R-8M2 con gittata di 18 km e nel '73 l'R-98MR maggiormente resistente alle contromisure. Furono queste ultime due versioni, e i corrispondenti a guida IR, che armarono i Su-15 e gli ultimi Yak-28. La massa era di circa 300 kg e l'aspetto assai tozzo con ali anteriori mobili e posteriori di stabilizzazione, molto più grandi.
A questi missili, trasportabili in 2 o 4 esemplari (metà IR e metà radar-guidati) sarebbero successivamente seguiti anche altri armamenti più moderni: missili AA-8 Aphid (ovvero gli R-60) e cannoni da 23 mm in alloggiamenti sotto la fusoliera.
Il Su-15 non faceva nulla per ridurre la corsa al decollo o garantire l'operatività con piste semipreparate, essendo una macchina da difesa strategica. Poteva essere confrontata con altre macchine ad alte prestazioni pensate come intercettori strategici quali l'F-106, che era in servizio dal '59 ma vi rimase fino all'88. La filosofia era simile, la tecnica invece prevedeva differenti soluzioni: l'F-106 seguiva una progettazione simile a quella dei Mirage, con un solo motore di grande potenza e un'ala a delta senza piani di coda per ottimizzare al massimo l'aereo al volo stratosferico e supersonico, incrementando la superficie alare al massimo possibile. Il Su-15 era, invece, una macchina con un'ala meno grande e in un certo senso somigliava più all'F-104. Entrambi ebbero una caratteristica in comune, le alte prestazioni accomunate ad una piccola ala, che se non garantiva una sufficiente maneggevolezza rendeva in compenso possibile un volo stabile ad alte velocità e basse quote.
Il carico alare del Su-15 in effetti raggiungeva i 500 kg/m² già al peso tipico al decollo, mentre l'F-106, in condizioni simili, arrivava a circa 300 kg/m², e anche per questo ad alta quota si dimostrò più maneggevole del Phantom (che pure finì per essere scelto come nuovo caccia tattico dell'USAF, avendo una complessiva superiorità in prestazioni, raggio, portata del radar, flessibilità d'impiego). Tutte queste macchine avevano un alto rapporto potenza peso per consentire di salire in quota in tempi ridottissimi, nel caso del Su-15 a 11 000 m in circa 2 minuti. L'equipaggiamento verteva su di un radar potente e su di un sensore secondario. Ma mentre nel caso dell'F-106 si trattava sempre di uno strumento di ricerca (un IRST), nel caso del Su-15 era un difensivo RWR. I caccia sovietici erano molto più vicini alla prima linea di quanto non fossero gli intercettori strategici americani e la possibilità di duelli aerei venne tenuta in considerazione. In entrambi i casi il cannone venne aggiunto in seguito, mentre l'armamento missilistico era per certi aspetti simile e per altri differente. Gli F-106 erano armati con missili a corto raggio ma anche con testate nucleari, mentre i Su-15 non ebbero mai missili nucleari, optando per missili convenzionali di maggiore gittata (grossomodo della categoria di uno Sparrow di prima generazione).

## Impiego operativo
Il Su-15 venne progettato alla fine degli anni cinquanta per rimpiazzare i Su-11 per la fine degli anni sessanta. Appare infatti come una versione ingrandita della famiglia Su-9/Su-11, ma con due motori e due prese d'aria laterali. Il maggiore volume a disposizione serviva per ospitare il grande radar installato sul muso e le prese d'aria laterali per alimentare i motori più potenti. La maggior spinta era necessaria per incrementare la velocità massima, in quanto il Su-15 era stato ideato per essere in grado di intercettare ogni apparecchio occidentale del tempo. L'armamento, l'elettronica ed i motori sono stati continuamente aggiornati, così che, nonostante il modello originale fosse stato sviluppato negli anni '50 e '60, il Su-15 è rimasto in servizio fino alla fine degli anni ottanta.
La missione per cui era stato pensato era il pattugliamento dello spazio aereo dell'Unione Sovietica, principalmente contro i bombardieri B-52 e gli aerei spia occidentali, compito che ha eseguito per tutta la guerra fredda. Il Su-15 non è mai stato esportato all'estero e per questo motivo e per la natura principalmente difensiva delle sue mansioni, il suo stato di servizio non è molto ricco.
La prima apparizione in pubblico del Su-15 avvenne alla manifestazione aeronautica di Domodedovo (un aeroporto di Mosca) il 9 luglio del 1967. Proprio cinque Su-15 (i primi prodotti) del 148º CBP i PLS aprirono la parata, mentre venne portato in volo anche un prototipo T-58VD a decollo corto. Gli occidentali credettero, dal numero di esemplari esibiti, che il nuovo caccia intercettore fosse già operativo e gli USA gli assegnarono il nome in codice Flagon (brocca).
Quando gli esperti occidentali si trovarono di fronte alle prime immagini del Su-15TM (l'ultima versione di serie dei primi anni '70) pensarono che questo si chiamasse Su-21.
Come era uso all'epoca, il primo reparto che venne equipaggiato con il nuovo intercettore fu il 148º CBP i PLS, mentre l'addestramento e la conversione venne effettuata dal 594º UIAP
sui pochi Su-9U e poi sui Su-7U coi doppi comandi, prima di salire a bordo dei Su-15 che al momento erano fabbricati solo nella versione monoposto. Nella primavera del 1967 i piloti erano pronti per la manifestazione di luglio menzionata all'inizio.
Proprio cinque giorni prima dell'esibizione uno dei Su-15 perdette un missile R-98 inerte con tutto il pilone che lo agganciava all'ala. Si scoprì che la macchina aveva ampiamente superato il suo fattore di carico massimo e l'ala aveva subìto deformazioni strutturali permanenti. Il Su-15 incidentato venne radiato ed inoltre, per la manifestazione, i missili vennero sostituiti con dei fumogeni.
Successivamente furono equipaggiati con il nuovo intercettore, nell'ordine, il 611º IAP a Dorokovo, il 62º IAP a Bel'bek (Crimea), 54º GvIAP a Vaiņode (Estonia). Al giugno del 1968 vennero schierati in servizio 130 aerei in otto reggimenti, con 149 piloti qualificati per il solo volo diurno non operativo (meno della metà per il volo operativo e solo 2 per quello notturno).
Per qualificare un pilota sul Su-15 ci volevano sei mesi di addestramento. Il principale bersaglio di questi intercettori erano i bombardieri strategici statunitensi e britannici, in particolare il Boeing B-52 e i bombardieri V coi loro missili aria-superficie. Il Su-15 non era certo pensato per contrastare i caccia occidentali in un combattimento ravvicinato.
Gradualmente i Su-15, assieme ai MiG-25, soppiantarono i superati Su-9, Su-11, Yakovlev Yak-28P ed i MiG-21PFM. Il MiG-25P però, sebbene più prestante in termini di velocità massima e l'unico in grado di avere la possibilità di intercettare gli SR-71 Blackbird, era molto più difficile da produrre in serie, a causa della particolare saldatura del telaio.

### Il Su-15 in azione
Il primo battesimo del fuoco del Su-15 avvenne l'11 settembre del 1970, quando un Douglas C-47 greco sconfinò verso la Crimea. Un Su-15 gli si affiancò e scosse le ali (ha il significato internazionale di: seguimi!). Il Douglas era pilotato da un pilota greco, proveniente dall'isola di Creta, che aveva deciso di chiedere asilo politico quando i colonnelli presero il potere nel suo paese.
Durante gli anni settanta gli sconfinamenti da parte di aerei turchi o iraniani divennero assai frequente. Il 7 settembre del 1972 un gruppo di North American F-100 Super Sabre penetrò nello spazio aereo sovietico vicino a Leninakan (oggi Gyumri), in Armenia. Malgrado volasse a bassissima quota il gruppo venne rilevato dai radar di terra della difesa aerea, ma, a causa della stretta formazione, i sovietici pensarono ad un grosso bombardiere ed inviarono un singolo Su-15 ad intercettarlo. Il comando non si rese conto che l'intruso fosse un gruppo di caccia fino a che questi gli passarono sulla testa. Il Su-15 non riuscì ad intercettarli a causa della sua carenza nelle capacità look-down/shoot-down (aggancio ed attacco del bersaglio verso il basso).
Il 23 maggio del 1974 un altro F-100 turco sconfinò in Azerbaigian senza essere intercettato dal Su-15, questa volta perché la zona era protetta da una batteria SAM. Il missile sparato dalla batteria mancò il bersaglio a causa di un malfunzionamento al sistema di guida.
Il 24 agosto del 1976 i turchi vollero tentare nuovamente la sorte con altri due F-100, ma questa volta vennero inviati tre Su-15 ed uno dei due F-100 venne abbattuto da un missile terra-aria in territorio turco mentre ripiegava. Il pilota poté salvarsi con il seggiolino eiettabile. Il governo turco protestò con Mosca.
Il 2 aprile del 1976 un Su-15 venne inviato per intercettare prima un Boeing RC-135 statunitense da ricognizione e poi un Lockheed-Kawasaki P2V Neptune della Marina giapponese a sud della penisola di Sachalin, una zona molto sensibile per i sovietici. Per errore il Su-15 sparò un missile a corto raggio R-98, ma fece in tempo a virare velocemente facendo perdere il contatto al radar sul suo muso. L'R-98 continuò la sua corsa per inerzia oltrepassando il ricognitore giapponese che rimase illeso.
Vi furono anche molti casi di sconfinamenti sul confine iraniano. Vale la pena ricordare il 18 luglio del 1981, quando un aereo non identificato varcò i confini sovietici a 8 000 m di quota per poi tornare velocemente indietro. I due Su-15 del 166º IAP che furono inviati ad intercettarlo tornarono alla base. Poche ore più tardi comunque quello che si rivelò essere un Canadair CL-44, registrato come appartenente alla compagnia aerea cargo argentina Transporte Aéreo Rioplatense e pilotato da quattro svizzeri, oltrepassò lo stesso confine. Il capitano Valentin Kuljapin si diresse verso l'intruso col suo Su-15 e, scuotendo le ali, ordinò a questo di seguirlo. Il cargo non rispettò l'ordine ed a Kuljapin venne ordinato di abbattere l'intruso. A causa del fatto che i confini erano a pochi chilometri e non c'era tempo e spazio per agganciare il bersaglio con il radar, Kuljapin decise di speronarlo. Dalla sua posizione in formazione il Su-15 prese quota tranciando il piano orizzontale di coda destro del Canadair, che si distrusse al suolo uccidendo l'equipaggio. Anche il Su-15 fu gravemente danneggiato, ma il pilota riuscì ad espellersi in tempo. Kuljapin venne decorato con l'Ordine della Bandiera rossa.
Una grossa minaccia alla privacy della cortina di ferro era rappresentata dai palloni da ricognizione. Questi, a causa della loro limitata traccia radar e della loro lentezza, lasciavano poco tempo per un attacco. Il primo pallone fu abbattuto il 17 ottobre del 1974 dall'ultimo di tre Su-15 che si erano alzati in volo da Bel'bek, con un R-98T (a guida agli infrarossi). Nel 1975 si contarono 13 palloni distrutti su 16, cinque dei quali da parte dei Su-15.

### I due incidenti con la Korean Air Lines
Le due azioni più note alla stampa di questo apparecchio furono l'intercettazione di un 747 civile delle Korean Air Lines che, il 20 aprile 1978, si trovò a passare vicino alle installazioni militari di Murmansk, dopo aver deviato di 2 900 km dalla rotta prevista, contro il quale vennero esplose raffiche di proiettili con i cannoni, e l'abbattimento, da parte di un Su-15TM (Flagon F), di un 747, sempre delle Korean Air Lines, penetrato nello spazio aereo sovietico senza autorizzazione il 1º settembre 1983.

### Gli ultimi anni
Negli anni ottanta, i Su-15 sono stati gradualmente rimpiazzati dai Su-27 e dai MiG-31, pensati proprio per prendere il posto dei Su-15 e dei Tu-128; infine nel 1992-1993, con la fine della guerra fredda, è stato ritirato l'ultimo Su-15 insieme agli altri due intercettori della difesa aerea degli anni sessanta, lo Yakovlev Yak-28P e il Tupolev Tu-128.

## Versioni
- T-58: prototipo, la sigla T indica Treugol'noe krylo prototipi con ala a delta, consegnato in seguito all'aviazione sovietica per prove e registrati come Su-15-98.
- Su-15 Flagon A: versione iniziale di produzione con motori R-11F2S-300 e missili R-8M.
- T-58L (Laboratorija, laboratorio): un T-58 modificato con sci al posto dei carrelli.
- T-58VD Flagon B: prototipi con tre motori Kolesov RD-36-35 nel centro della fusoliera per rendere possibile atterraggi e decolli V/STOL; è anche noto come Su-15VD.
- Su-15DPD.
- Su-15U (Učebnij, addestratore) e Su-15UT (Učebno Trenirovočnij, addestratore allenatore) Flagon C: addestratore biposto avanzato con capacità di combattimento basato sulle versioni Su-15M/MF e Su-15T con abitacolo separato per i due sedili e un periscopio dietro per migliorare la visuale frontale dell'istruttore seduto dietro.
- Su-15F (Forsirovanij, migliorato) e Su-15MF (Forsirovanij Modifikacirovannij, migliorato modificato) Flagon D: prime versioni di grande produzione, simili alla versione originale Su-15 (Flagon A), ma con apertura alare maggiore e missili R-98.
- Su-15T (Tajfun, tifone) Flagon E: migliorie della versione Su-15F e Su-15MF: presenta un nuovo radar più grande, motori più potenti, serbatoi di combustibile più capienti e carrello rinforzato. La produzione è stata tuttavia limitata per il fallimento del nuovo radar.
- Su-15TM (Tajfun Modifikacirovannij, tifone modificato) Flagon F: ultimo modello di serie con nuovo radar posizionato in un cono di novo disegno,[12] motori R-13-300 e missili R-98M. Alcuni vecchi Su-15 vennero convertiti a questa versione.
- Su-15UM (Učebno Modifikacirovannij, addestratore modificato) Flagon G: addestratore biposto avanzato simile al Su-15U/UT, ma basato sul Su-15TM, erroneamente chiamato Su21
- Su-15bis: nei primi anni settanta vennero avviati studi per la costruzione di una nuova versione con motori più potenti. A causa della carenza dei nuovi motori però, solo due Su-15TM vennero aggiornati e rimotorizzati con turbogetti Tumanskij R-25-300.[2]

Secondo alcune fonti occidentali, la variante Su-15TM sarebbe stata anche designata Su-21, mentre la variante Su-15UM come Su-21U. Queste supposizioni non sembrano corrette in quanto la denominazione Su-21 venne riservata al Sukhoi Su-17M4, ma non venne mai applicata. Vi è stato anche un progetto per un aereo basato sul Su-15, privo di radar, per l'attacco al suolo designato Su-19.

### Confronto tra le versioni principali
Segue una tabella comparativa tra le principali versioni.
|                                              | Su-15 (Flagon A)                   | Su-15UT (Flagon C)                 | Su-15TM (Flagon F)              | Su-15UM (Flagon G)              |
| Lunghezza senza tubo di Pitot                | 20,54 m                            | 20,99 m                            | 20,54 m                         | 19,66 m                         |
| Apertura alare                               | 8,616 m                            | 8,616 m                            | 9,340 m                         | 9,340 m                         |
| Altezza                                      | 5 000 m                            | 5 000 m                            | 4,843 m                         | 4,843 m                         |
| Superficie alare                             | 34,56 m²                           | 34,56 m²                           | 36,60 m²                        | 36,60 m²                        |
| Freccia alare alla radice                    | 60°                                | 60°                                | 60°                             | 60°                             |
| Superficie degli alettoni                    | 1,126 m²                           | 1,510 m²                           | 1,126 m²                        | 1,510 m²                        |
| Superficie dei piani di coda                 | 5,58 m²                            | 5,54 m²                            | 5,58 m²                         | 6,43 m²                         |
| Freccia dei piani di coda al quarto di corda | 55°                                | 55°                                | 55°                             | 55°                             |
| Superficie della deriva                      | 6,951 m²                           | 6,951 m²                           | 6,951 m²                        | 6,951 m²                        |
| Carreggiata del carrello                     | 4,79 m                             | 4,79 m                             | 4,79 m                          | 4,79 m                          |
| Passo del carrello                           | 5,887 m                            | 5,887 m                            | 5,942 m                         | 5,942 m                         |
| Peso massimo al decollo                      | 17 094 kg                          | 17 900 kg                          | 17 200 kg                       | 17 900 kg                       |
| Peso lordo                                   | 16 520 kg                          | 16 690 kg                          | 17 194 kg                       | 17 200 kg                       |
| Peso a vuoto                                 | 10 220 kg                          | 10 750 kg                          | 10 874 kg                       | 10 635 kg                       |
| Peso massimo all'atterraggio                 | 12 040 kg                          |                                    | 12 060 kg                       | 13 314 kg                       |
| Peso del combustibile                        | 5 600 kg                           | 5 010 kg                           | 5 550 kg                        | 5 550 kg                        |
| Carico alare                                 | 281 kg/m²                          |                                    | 293 kg/m²                       | 316 kg/m²                       |
| Rapporto peso-potenza                        | 0,92                               | 0,88                               | 0,92                            |                                 |
| Propulsori                                   | 2 turbogetti Tumanskij R-11F2S-300 | 2 turbogetti Tumanskij R-11F2S-300 | 2 turbogetti Tumanskij R-13-300 | 2 turbogetti Tumanskij R-13-300 |
| Spinta a secco                               | 3 900 kg                           | 3 900 kg                           | 4 100 kg                        | 4 100 kg                        |
| Spinta con postcombustore                    | 6 200 kg                           | 6 200 kg                           | 6 600 kg                        | 6 600 kg                        |
| Velocità massima sul livello del mare        | 1 200 km/h                         | 1 200 km/h                         | 1 300 km/h                      | 1 250 km/h                      |
| Velocità massima                             | 2 230 km/h a 15 000 m              | 1 850 km/h a 15 000 m              | 2 230 km/h a 13 000 m           | 1 875 km/h a 11 500 m           |
| Tempo di salita a 16 000 m                   | 13 min                             |                                    | 12 min                          |                                 |
| Tangenza pratica                             | 18 500 m                           | 16 700 m                           | 18 500 m                        | 15 500 m                        |
| Raggio d'azione senza serbatoi esterni       | 1 270 km                           | 1 290 km                           | 1 380 km                        |                                 |
| Raggio d'azione con i serbatoi esterni       | 1 550 km                           | 1 700 km                           | 1 700 km                        | 1 550 km                        |
| Velocità di decollo                          | 340–390 km/h                       | 330–370 km/h                       |                                 | 352–368 km/h                    |
| Corsa di decollo                             | 1 100 m                            | 1 200 m                            | 1 000-1 100 m                   |                                 |
| Velocità di atterraggio                      | 315 km/h                           | 285–295 km/h                       | 330–340 km/h                    | 260–280 km/h                    |
| Impiego di pista senza parafreno             | 1 500 m                            | 1350 m                             | 1 050-1 150 m                   |                                 |
| Impiego di pista con il parafreno            | 1 000 m                            | 1 150-1 200 m                      | 850–950 km/h                    |                                 |
| Fattore di carico massimo                    | 5 g                                | 5 g                                | 5 g                             | 5 g                             |

## Altri dati
- Virata istantanea: 2 230 km/h a 11 000 m.
- Elettronica:
  - Per il Flagon F radar di ricerca e puntamento denominato Twin Scan dalla NATO, operante in banda I con due opzioni di frequenza di ripetizione degli impulsi; portata stimata nell'ambito dei 40 o 50 km.
  - Per il Flagon A e il Flagon D radar di ricerca e puntamento denominato Skip Spin dalla NATO: si tratta dello stesso radar portato dai Su-11.
  - Dispositivo di identificazione amico-nemico (IFF) SRO-2M denominato Odd Rods dalla NATO.
  - Dispositivo risponditore ai segnali di interrogazione ricevuti dalle stazioni di terra per l'identificazione amico nemico SOD-57M.
  - Dispositivo di allarme radar Sirena-3.

## Utilizzatori
Georgia
- Sak'art'velos samxedro-sahaero dzalebi

 Russia
- Voenno-vozdušnye sily Rossijskoj Federacii

 Ucraina
- Viys'kovo-Povitriani Syly Ukrayiny

 Unione Sovietica
- Voenno-vozdušnye sily (V-VS) (Aeronautica militare sovietica)
- Protivo-vozdušnoj oborony (P-VO) (Forza contraerea sovietica)

circa 340 Su-15 sono stati in servizio presso la V-VS (l'aviazione sovietica) e 225 presso la IA-PVO (aviazione da caccia della difesa aerea).